# 克莱芒·阿代尔

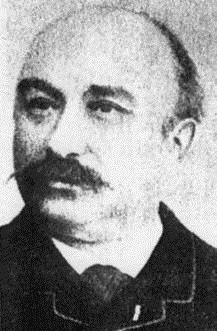
阿代尔照片

克莱芒·阿涅斯·阿代尔（Clément Ader，發音：[klemɑ̃ adɛʁ]；1841年4月2日—1925年5月3日），法国工程师，他发明了历史上第一架飞机。

## 生平
阿代尔15岁高中毕业，他最擅长的科目是数学和绘画。1861年毕业于工程师学校。
最初，他在法国南部铁路公司（Compagnie de Chemin de Fer du Midi）工作，并发明了铺轨道的机器，这架机器在他离开了那个公司之后几十年仍一直继续使用。后来，他对自行车的设计产生兴趣，他的贡献是用橡胶带贴在轮子上使轮子滑动的更好，并用空心的车架代替传统的车架。这些发明使他发财，但由于1870年的普法战争，他最后破产，并决定到巴黎寻找更多发展的机会。

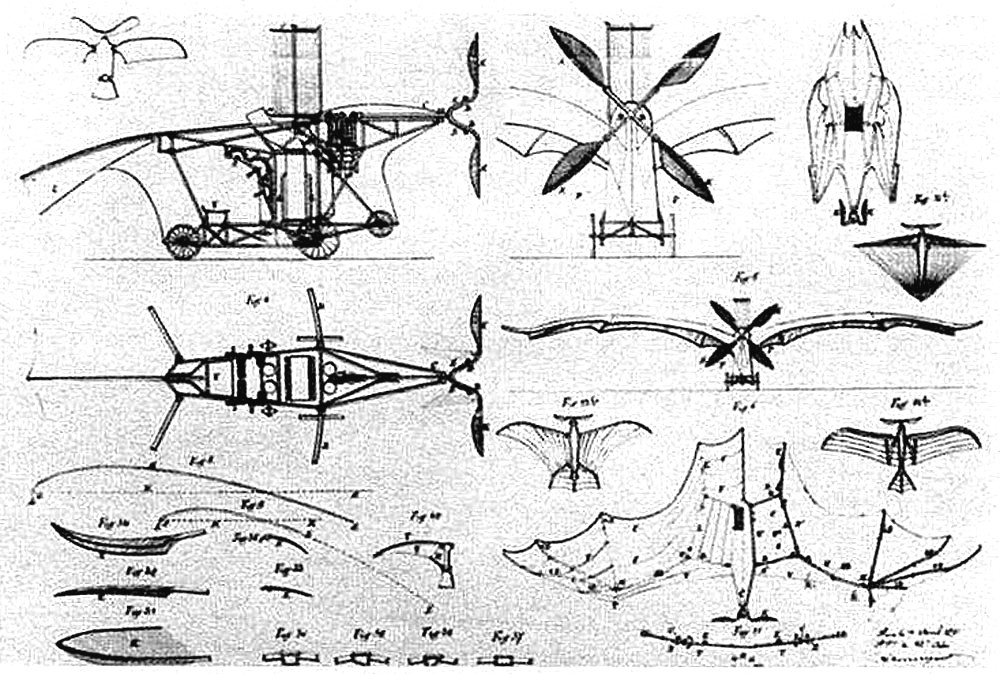
克莱芒·阿德爾的飛機草圖

阿代尔前后发明了各种各样的机器（履带、海底电线、各种款式的引擎），但他最伟大的发明莫过于飞机。

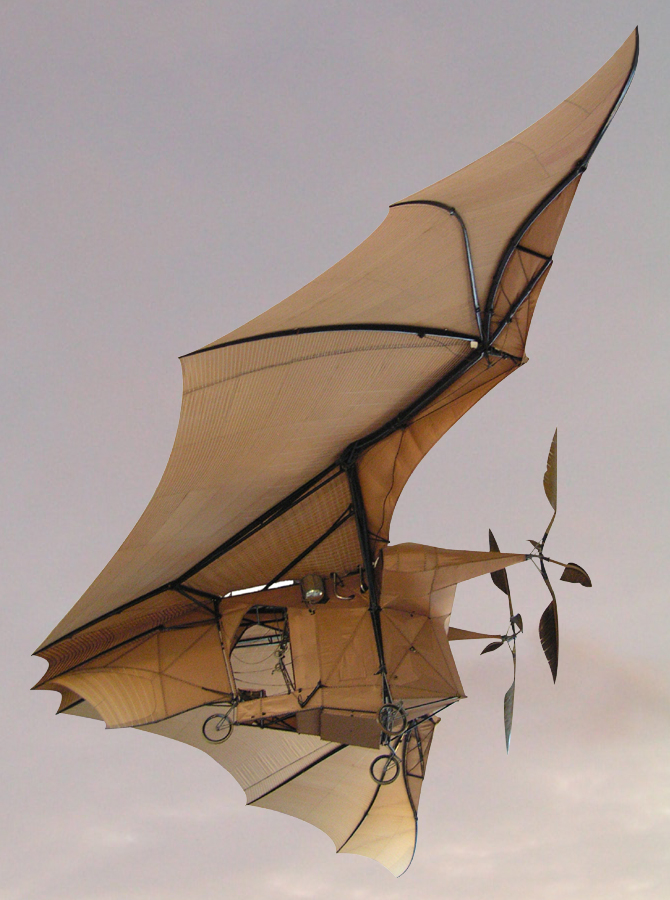
阿代尔所發明的飛機形式

1890年10月9日，他成功地进行了第一次飞机驾驶，在20厘米的高度飞行了50米。法国军队对阿代尔的发明颇有兴趣，并给他提供資助来继续进行实验。
因为飞机的制造涉及国家机密，克莱芒·阿代尔到1906年才被允许公布他的发明。当时，美国的莱特兄弟已经向全世界宣传了他们的飞行实验，故绝大多数人认为莱特兄弟才是飞机的发明者。